# Захаров, Зиновий Данилович
Зино́вий Дани́лович Заха́ров (1840 — 19??) — депутат Государственной думы Российской империи III созыва, основатель и лидер религиозного движения «новомолокан» (евангельских христиан-захаровцев), меценат.

## Биография
Зиновий родился в семье крестьян-молокан в селе Астраханке Таврической губернии. Село было основано в первой четверти 19 века молоканами — переселенцами из Астраханской губернии (отсюда и название села). Получил домашнее образование.
Был женат. Занимался скотоводством (в частности, овцеводством, коневодством, птицеводством) и земледелием. Имел 1,8 тыс. десятин земли, а его отара овец в 1898 году насчитывала 15 тыс. голов. Хозяйство Захарова получало награды (в том числе за селекционную работу) на сельскохозяйственных выставках различного уровня.
До избрания в Государственную Думу Зиновий Захаров около тридцати лет состоял гласным уездного Мелитопольского и губернского Таврического земств, членом совета по народному образованию при Мелитопольской земской управе, членом землеустроительной комиссии по выбору земства, попечителем земского училища.
В Государственной думе Захаров входил во фракцию «октябристов» (от праволиберальной партии «Союза 17 октября»), участвовал в комиссиях по вероисповедным вопросам, земельной, об изменении законодательства о крестьянах, по переселенческому делу.

## Религиозная деятельность

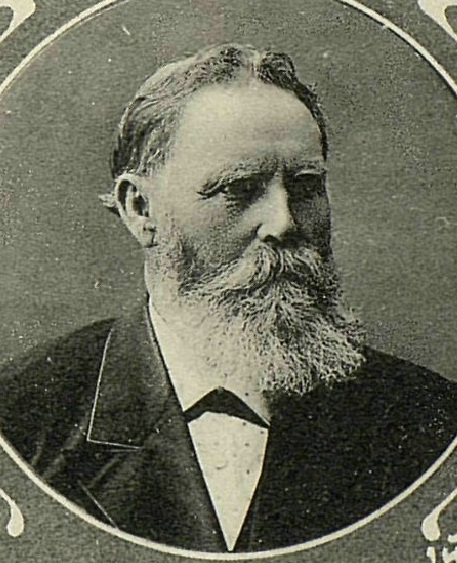
Зиновий Данилович Захаров, 1910

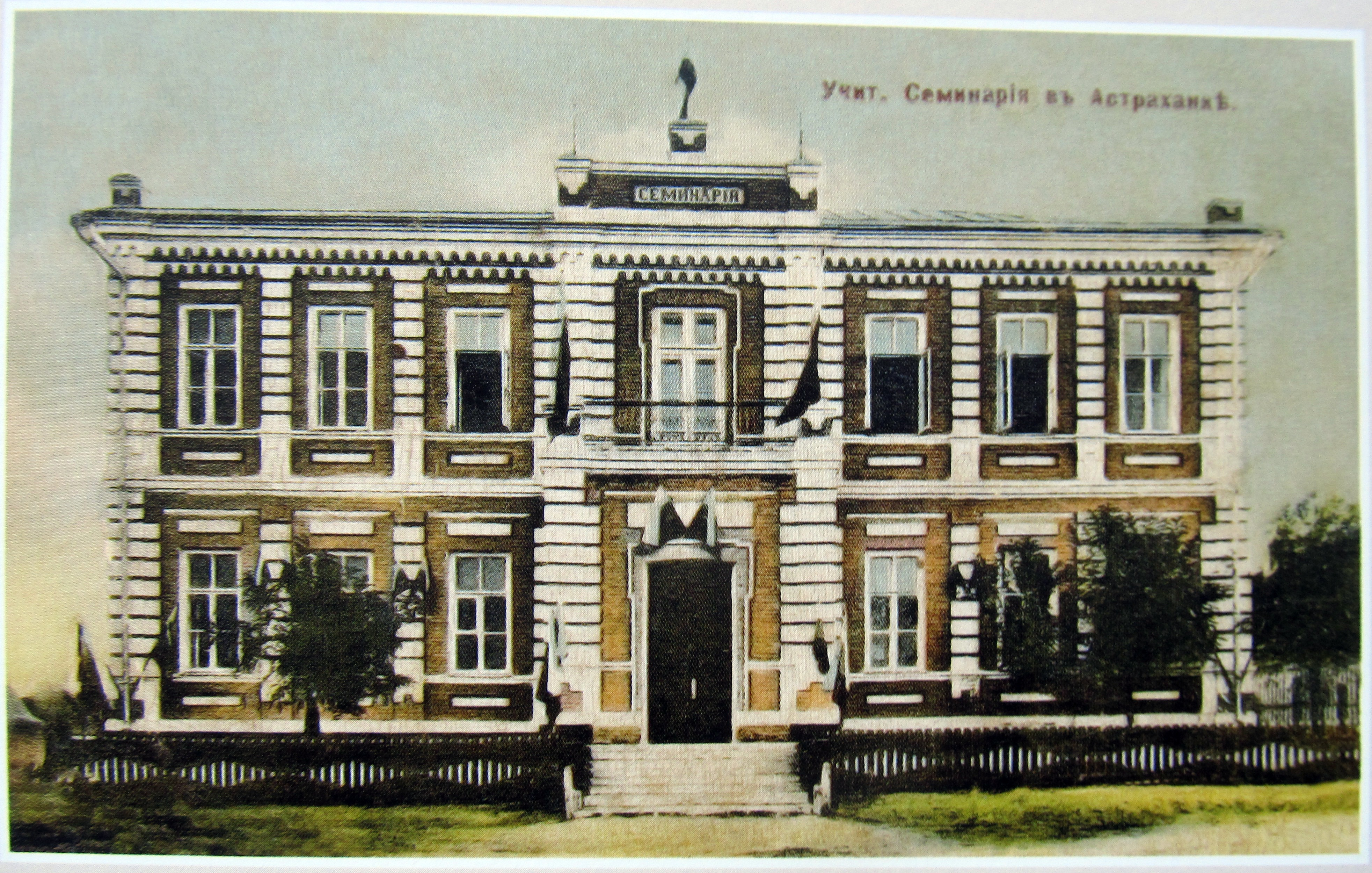
Семинария в Астраханке

В разное время Астраханку посетили близкие к баптизму проповедники, в том числе Яков Деляков (в 1865—1866 годах) и лидер движения пашковцев отставной полковник Василий Пашков (1882 году). По-видимому, общение с ними повлияло на взгляды Захарова. Он стал проповедовать необходимость принятия водного крещения, обычно отвергаемого молоканами, и с 1867 года он стал первым руководителем возникшей общины новомолокан — евангельских христиан-«захаровцев», называемой так по его имени.
При попечении Захарова было построено несколько молитвенных домов, где могли собираться молокане донского толка, к которым ранее принадлежал Захаров. Сформировавшееся вокруг Захарова движение «новомолокан» было близко к евангелическо-баптистскому, но не сливалось с ними. Захаров и его последователи именовали себя «христианами евангелического исповедания».
Тем не менее Захаров поддерживал тесное общение и с евангельскими христианами, и с баптистами, и с меннонитами, присутствовал на их съездах и конференциях (в том числе и на проходившем в 1884 году в соседнем с Астраханкой селе Нововасильевке съезде, учредившем Союз русских баптистов). Вместе с немецким реформатским пастором Вальтером Жаком Захаров открыл в Астраханке Учительскую семинарию. По воспоминаниям баптиста Ивана Непраша, преподававшего в ней, задачей семинарии была подготовка «верующих учителей для истинно христианского воспитания школьной молодёжи».
Захаров был сторонником сближения христианских конфессий. В 1909 году он был избран в Совет Русского евангельского союза (экуменической христианской организации). В 1912 году с его участием была учреждена «Община евангелических христиан села Астраханки».

## Оценки движения
В баптистской историографии (в частности, книге «История ЕХБ в СССР») движение захаровцев расценивается как «подготовительная ступень» в переходе молокан в баптизм. Отмечается, что движение не имело серьёзных догматических различий с баптизмом, за исключением практики крещения детей (неприемлемой для баптистов, но имевшей место у захаровцев). Ещё одним различием (не в догматике, но в литургической практике) была традиция омовения ног, заимствованная захаровцами у «братских меннонитов».
Православный миссионер и религиовед епископ Алексий (Дородницын) писал: «Разубеждённые во время бесед молокане в огромном количестве перешли в баптизм, перенеся из него в своё вероучение некоторые догматические положения. Таковы были захаровцы, которых вместо молокан второго донского толка правильнее было бы назвать молоканами баптистического толка».